# Alchemilla kornasiana
Alchemilla kornasiana är en rosväxtart som beskrevs av Pawl.. Alchemilla kornasiana ingår i släktet daggkåpor, och familjen rosväxter. Inga underarter finns listade i Catalogue of Life.